# Rudolf Illovszky
Rudolf Illovszky (Budapest, 21 febbraio 1922 – Budapest, 23 settembre 2008) è stato un allenatore di calcio e calciatore ungherese, di ruolo attaccante.

## Carriera
La Nazionale ungherese da lui guidata ottenne l'argento alle Olimpiadi del 1972.

## Palmarès

### Giocatore
- Coppa d'Ungheria: 1

Vasas: 1955

### Allenatore

#### Club

##### Competizioni nazionali
- Campionato ungherese: 5

Vasas: 1957, 1960-1961, 1961-1962, 1965, 1976-1977
- Coppa d'Ungheria: 1

Vasas: 1985-1986

##### Competizioni internazionali
- Coppa Mitropa: 5

Vasas: 1956, 1957, 1962, 1965, 1982-1983

#### Nazionale
- Argento olimpico: 1

Monaco di Baviera 1972